# Не забыть никогда (фильм)
«Не забыть никогда» (англ. The Long Memory) — британская криминальная драма режиссёра Роберта Хеймера, которая вышла на экраны в 1953 году.
Фильм поставлен по одноимённому роману 1951 года британского писателя Говарда Клюза (англ.  Howard Clewes). Картина рассказывает историю Филиппа Дэвидсона (Джон Миллс), который был несправедливо осуждён за убийство некого Спенсера Бойда (Джон Чандос). Проведя в заключении 12 лет, Филлип выходит на свободу с намерением отомстить своей тогдашней подруге Фэй Драйвер (Элизабет Селларс), её отцу, который к этому моменту уже умер, и лжесвидетелю, бывшему боксёру Пьюзи (Джон Слейтер), которые оклеветали его. За действиями Филлипа следит честный полицейский суперинтендант Боб Лаутер (Джон Маккаллум), который, не зная подлинной истории событий, в своё время женился на Фэй. В страхе возможного разоблачения Фэй пытается бежать, а затем броситься под поезд, но её удаётся спасти. Пьюзи же, опасаясь за свою жизнь, чистосердечно рассказывает всё полиции. Филлип в конечном итоге находит и Бойда, который скрывается под другим именем. Их противостояние начинается в лондонских доках, а заканчивается на болотах Кента, где Бойда убивают при попытке застрелить Филлипа.
Фильм получил в основном невысокие оценки критики, обратившей внимание на неубедительный сценарий, слабую постановку опытного режиссёра Хеймера и невыразительную игру признанного актёра Джона Миллса. К достоинствам картины критики отнесли игру целой группы актёров в ролях второго плана, а также натурные съёмки в Лондоне и Кенте

## Сюжет
Выйдя на свободу после 12 лет заключения, Филипп Дэвидсон (Джон Миллс) через Лондон направляется в Кент. За его перемещениями следит полиция под руководством суперинтенданта Боба Лаутера (Джон Маккаллум), подозревая, что Филипп способен на новое преступление. Добравшись до места, Филлип занимает заброшенную баржу, на которую также претендует добросердечный местный бродяга Джексон (Майкл Мартин Харви). Он пытается установить с Филлипом дружеские отношения, однако тот держится отстранённо.
Филипп вспоминает, как двенадцать лет назад вечером поднялся на борт небольшой яхты, чтобы встретиться со своей возлюбленной Фэй Драйвер (Элизабет Селларс). В этот момент её отец, владелец судна, капитан Драйвер (Фред Джонсон) в пьяном виде зовёт дочь в каюту, чтобы она налила ему ещё выпить. Спустившись вместе с ней, Филлип заявляет Драйверу, что не позволит ему втянуть дочь в его грязные и опасные дела. В этот момент в каюту спускается аккуратно одетый мужчина Спенсер Бойд (Джон Чандос), который просит Филлипа немедленно покинуть судно. Следом за ним в каюту заходят бывший боксёр и подручный Бойда по имени Тим Пьюзи (Джон Слейтер), а также бандит в бегах Дилейни (Джулиан Сомерс), которого Бойд обещает к завтрашнему дню доставить в Роттердам. Когда Бойд требует, чтобы Дилейни заплатил ему не 200 фунтов, а 500, завязывается драка. Бойд кочергой бьёт Дилейни, разбивая керосиновую лампу, после чего на борту начинается пожар. Пьюзи, забрав рассыпавшиеся деньги, Драйвер и Фэй сбегают с корабля на лодке в то время, как Филлип пытается остановить избиение Бойдом потерявшего сознание Дилейни. Вскоре горящее судно замечает катер береговой охраны, который подбирает спрыгнувшего в последний момент с корабля Филлипа. Наблюдая за гибелью своей яхты, Драйвер предупреждает Фэй и Пьюзи, чтобы при допросе они сказали, что на корабле кроме них, Филлипа и Бойда никого не было, так как за содействие в побеге Дилейни ему как капитану могут дать пять лет. Вскоре полиция вылавливает обугленный труп. Боб Лаутер, которому поручено расследование происшествия, допрашивает Драйвера, Пьюзи и Фэй, а также Филлипа, которому предъявляют обвинение в умышленном убийстве Бойда. Вопреки показаниям Филлипа, Фэй в суде заявляет, что на борту больше никого не было, а обнаруженный труп опознаёт как труп Бойда. Пьюзи свидетельствует, что когда он покидал каюту, там оставались только Бойд и Филлип, которые дрались кочергой. В суде Филлип рассказывает свою версию событий, но прокурор ставит её под сомнение. Хотя дома с разговоре с отцом Фэй сомневается в том, что Филлип кого-либо убивал, как и в том, что из воды было извлечено тело Бойда, а не Дилейни, она больше никому не говорит о своих сомнениях. В итоге Филлипа приговаривают к 12 годам тюрьмы…
После освобождения Филлип намерен отомстить тем, кто незаконно засадил его в тюрьму. Он заходит в местную чайную в поисках Пьюзи, где видит работающую уборщицей молодую привлекательную беженку по имени Ильзе (Ева Берг). Он видит, как хозяин заведения Гедж (Джон Глин-Джонс) передаёт конверт с деньгами для рэкетира Джону Берри, который в качестве прикрытия держит склад металлолома в порту Темзы. За прошедшие двенадцать лет Боб Лаутер стал суперинтендантом, женился на Фэй, которая родила ему сына Микки (Кристофер Бини), и они живут счастливой семейной жизнью. Вскоре Фэй слышит, как по телефону Лаутеру докладывают о местонахождении Филлипа. Той же ночью он рассказывает жене об освобождении Филлипа и о том, что, по информации тюремного начальства, тот затаил обиду на свидетелей, в связи с чем за ним установлено наблюдение.
Утром на баржу к Филлипу заходит журналист по фамилии Крейг (Джеффри Кин) с намерением написать о нём статью. Разъярённый Филлип вышвыривает Крейга из помещения, в результате чего тот падает через открытый люк на дно грузового отсека, теряя сознание. Филлип затаскивает Крейга в свою каморку, где приводит в чувства. Он говорит журналисту, что если тот готов напечатать правду, то он будет готов её рассказать, но только когда подведёт этой истории конец, а именно разберётся с Пьюзи, Драйвером и Фэй. Крейг сообщает, что Драйвер уже умер от пьянства четыре года назад. О судьбе остальных Крейгу не известно. Вскоре недалеко от баржи Лаутер на машине подбирает Крейга, который рассказывает ему о намерении Филлипа восстановить своё доброе имя с помощью свидетелей, которые оболгали его в суде. По возвращении домой Лаутер предлагает Фэй на некоторое время уехать с Микки отдохнуть на море. Он говорит, что беспокоится на неё, но Фэй отвечает, что у него нет причин волноваться, так как ей ничто не может угрожать.
В чайной Филлип узнаёт от хозяйки Элис Гедж (Вида Хоуп), что Пьюзи работает матросом в одной из местных компаний в Грейвзенде. Возвращаясь вечером домой, Филлип видит, как к Ильзе в тёмном переулке пристаёт один из пьяных посетителей кафе. Филлип вступает с ним в драку, вырубая его. На следующее утро Филлип отплывает на барже, отрываясь от полицейского хвоста. Лаутер догадывается, что Филлип отправился на поиски Пьюзи в Грейвсенд. У дома Пьюзи Лаутер встречает Крейга, который также поджидает появления Филлипа. Миссис Пьюзи (Тора Хёрд) сообщает Лаутеру, что Пьюзи сбежал с другой женщиной и даёт его новый адрес. Вечером она сама приходит к мужу, чтобы, не обращая внимания на любовницу, полечить его от простуды. Она рассказывает Пьюзи, что его разыскивает полиция, а также некий Дэвидсон. Увидев на улице Филлипа, Пьюзи пытается бежать через двор, но попадает в руки полицейских, заявляя, что хочет сделать заявление. Услышав слова Пьюзи о том, что на сгоревшем корабле был ещё один человек, Лаутер приказывает доставить Пьюзи в участок. Лаутер просит Крейга по возможности не упоминать в связи с этим делом имя Фэй.
Филлип возвращается на баржу, где видит Ильзе, которая наводит в помещении порядок и моет полы. Испытав в жизни много горя, Ильзе оценила доброту Филлипа и попросила разрешения бесплатно вести его домашнее хозяйство. Понимая, что ей некуда идти, Филлип разрешает ей остаться. Лаутер дома рассказывает Фэй, что Филлип разыскал Пьюзи, который пришёл к властям с заявлением, что лжесвидетельствовал в суде. Лаутер говорит жене, что скорее всего её будут допрашивать. Крейг отказывается писать по делу Филлипа, заявляя редактору, что для этого ещё не наступило время. Редактор поручает эту работу амбициозному репортёру Фишеру (Питер Джонс), который, чтобы спровоцировать Филлипа, анонимно передаёт ему записку с адресом Фэй. Ночью Ильзе говорит Филлипу, что, может быть, не стоит мстить за старые обиды. Тем временем Фэй признаётся мужу, что соврала в суде. Она объясняет, что должна была выбирать между Филлипом и отцом. Лаутер говорит ей, что в связи с этими обстоятельствами ей придется признаться, а ему уйти в отставку. То есть, как это представляет Фэй, ради правосудия он готов пожертвовать карьерой, счастливой семейной жизнью и благополучием сына.
Пообещав мужу поехать в Скотленд-Ярд послезавтра, Фэй на следующее утро направляется к портовому рэкетиру Джону Берри, которым оказывается Бойд. Фэй говорит, что узнала о том, что он жив, от отца, который рассказал об этом перед самой смертью. Фэй просит у Бойда денег, чтобы надолго уехать из страны. Он назначает её встречу на следующий день в 11:30 на вокзале Ватерлоо. На барже перед расставанием Ильзе признаётся Филлипу в любви и просит разрешения остаться, но он непреклонен, не желая впутывать её в свои дела. Но когда она говорит, что он гонит её, потому что боится любви, которая когда-то сделала его несчастным, Филлип не выдерживает и страстно целует её. Некоторое время спустя Ильзе говорит Филлипу, что, может быть, любовь остановит его и поможет преодолеть желание мстить. Обнаружив на столе записку с адресом Фэй, Филлип приезжает в Лондон, где в метро ему удаётся обмануть преследующего его полицейского и скрыться. Филипп заходит в дом к Фэй, которой говорит, что испытывал к ней ненависть и планировал месть все двенадцать лет. Теперь же, когда встретил её, не может даже рассердиться. Он не будет её убивать, потому что она того не стоит. Филлип говорит, что питал ненависть к страшной злодейке, а сейчас увидел перед собой простую аморальную трусишку. Он оставляет это дело полиции, и, по его словам, максимальный срок за лжесвидетельство составляет семь лет. Заявив, что теперь он свободен от всего этого дела, Филлип удаляется, оставляя Фэй в смятении. Вернувшись на баржу, Филлип целует Ильзе и они сердечно обнимаются. Он улыбается ей и говорит, что то плохое теперь закончилось. Он говорит Ильзе, что под её влиянием изменился, и они целуются.
На следующее утро Бойд звонит Гейджу, поручая найти человека для доставки важной посылки. По иронии судьбы, он находит для этого дела Филлипа, которому нужны деньги. Гейдж посылает Филлипа к Бойду, который ждёт конверт, чтобы срочно отправиться на вокзал Ватерлоо. Забирая конверт, Бойд встречается глазами с Филлипом и сразу понимает, кто он такой, но молча уходит. Через несколько мгновений Филлип тоже понимает, кого он встретил, но Бойд уже успевает отъехать на машине. В машине Бойд меняет решение, и вместо вокзала Ватерлоо едет домой. Тем временем, проводив мужа на работу, а сына в школу, Фэй собирает чемодан и приезжает на вокзал Ватерлоо. Лаутер среди дня неожиданно приезжает домой, обнаруживая на камине записку от Фэй. Поняв, что Бойд не приедет, Фэй бросает чемодан и спускается в метро, намереваясь броситься под поезд. Она решительно подходит к приближающемуся составу, но двое случайных прохожих успевают схватить и оттащить её от края платформы. Вокруг Фэй собирается толпа, и вскоре появляются полицейские, которые связываются по телефону с Лаутером. Фэй привозят домой, и Лаутер заботливо укладывает её в постель.
Филлип возвращается на баржу, говоря Ильзе, что видел того, за убийство которого был осуждён. Узнав о том, что Фишер передал Филлипу адрес Фэй, Крейг бросается спасать ситуацию. Среди ночи Ильзе обнаруживает, что Филлипа нет. Она выбегает на улицу, встречая подъехавшего на машине Крейга. Понимая, что Филлип отправился на поиски Бойда, они срочно едут в город, по дороге связываясь с Лаутером. Тот в свою очередь Лаутер выясняет у Фэй новую фамилию и адрес Бойда, немедленно отправляясь к нему. В этот момент Филлип уже заходит в офис Бойда, котором говорит Бойду, что может убить его прямо сейчас и остаться безнаказанным, так как за это преступление он уже отсидел. Бойд, который ожидал появления Филлипа, лезет в стол за заряженным револьвером. Филлип опережает его и выхватывает револьвер. Он запирает дверь, но затем разряжает и отбрасывает оружие в сторону. Бойд бросается на Филлипа, и начинается драка. Одолев Бойда, Филлип начинает его методично избивать, желая отыграться на нём за все те несчастья, которые он перенёс. Но в какой-то момент Филлип останавливается. Он говорит, что во время мести человек становится таким же мерзким, как и тот, кому он мстит. Заявляя, что не хочет быть таким как Бойд, Филлип уходит. Воспользовавшись этим моментом, Бойд даёт указание своему помощнику запереть вход в офис, а сам снова заряжает револьвер и идёт за Филлипом. Тот убегает через складские помещения, но Бойд успевает выстрелить, ранив Филлипа в руку.
Лаутер, Крейг и Ильзе подъезжают к офису Бойда, и суперинтендант направляется туда один. Филлип прячется в одной из барж, которая вскоре отплывает по Темзе. Осматриваясь вокруг, Лаутер находит стреляную гильзу, а затем видит и только что отплывшую баржу. Лаутер с Ильзе немедленно отправляются в Кент, где Филлип уже поднимается на свою баржу. Открыв дверь, Филлип видит там Бойда, который без предупреждения начинает стрелять. Начинается погоня со стрельбой. Подъехавшие полицейские замечают раненого убегающего Филлипа. Когда обессиленный ранением Филлип падает в канаву, Бойд настигает его, но к ним уже приближается полиция. Бойд наводит револьвер на Филлипа, намереваясь его убить, но в этот момент стреляет бродяга Джексон, убивая Бойда наповал. Лаутер поднимает Филлипа и обещает ему исправить всё, что только возможно. Ильзе обнимает Филлипа и говорит, что сейчас ему не нужна никакая помощь, ему надо только, чтобы его оставили в покое, чтобы вернуться к нормальной жизни.

## В ролях
- Джон Миллс — Филлип Дэвидсон
- Джон Маккаллум — суперинтендант Боб Лаутер
- Элизабет Селларс — Фэй Лаутер
- Ева Берг — Ильзе
- Джеффри Кин — Крейг, газетчик
- Майкл Мартин Харви — Джексон
- Джон Чандос — Спенсер Бойд, он же Джордж Берри
- Джон Слейтер — Тим Пьюзи
- Тора Хёрд — миссис Пьюзи
- Вида Хоуп — Элис Гейдж
- Харольд Ланг — щофёр/администратор Бойда
- Мэри Маккензи — Глэдис
- Джон Глин-Джонс — Гейдж
- Джон Хорсли — Блетчли
- Фред Джонсон — водитель
- Лоренс Нейсмит — Хэсбери

## История создания и проката фильма
Автор сценария фильма, британский писатель Говард Клюз (1912−1988) в период с 1938 по 1979 год написал 20 остросюжетных романов и в период с 1951 по 1974 год восемь киносценариев. В 1961 году он был номинирован на премию BAFTA за лучший сценарий к фильму «День, когда ограбили банк Англии» (1960).
Как пишет историк кино Дерек Виннерт, на момент съёмок режиссёр фильма Роберт Хеймер был «выздоравливающим алкоголиком, который позднее сошел с ума во время работы над фильмом „Школа для негодяев“ (1960), был уволен на месте и больше никогда не работал в кино». Он был геем в эпоху, когда в Великобритании это было запрещено законом. Он умер от пневмонии в больнице Святого Томаса в Лондоне в возрасте 52 лет.
Фильм был снят на студии Pinewood Studios и на натуре в устье Темзы и болотах Северного Кента, в окрестностях Грейвзенда, Кент, на вокзале Ватерлоо, на Тауэрском мосту, а также на Шад Темз, улице рядом с Тауэрским мостом в центре Лондона. Многие дома, показанные в фильме, вскоре после этого были снесены.
Исполнитель главной роли Джон Миллс назвал этот фильм «чрезвычайно хорошим триллером», хотя и заметил, что у Хэймера были проблемы с алкоголем, и он дважды падал в Темзу во время ночных съёмок, когда шел спиной вперёд и смотрел в свой видоискатель.
Премьера фильма в Великобритании состоялась 23 января 1953 года, а в США — 25 июля 1953 года.

## Оценка фильма критикой
После выхода картины на экраны британский журнал The Monthly Film Bulletin дал ей следующую оценку: «Это неправдоподобная, хотя и гениальная по замыслу история. Можно было ожидать, что из неё получится быстрая и довольно захватывающая мелодрама. Режиссёр, однако, выбрал неторопливый, слегка зловещий и довольно негибкий стиль изложения событий; он высветил характеры и мотивы и, таким образом, раскрыл их. Но правда в том, что образы прорисованы поверхностно и неубедительно, и ещё больше мешает делу непримечательная подача материала. Попытка создать атмосферу „Набережной туманов“ (1938) — баржа, хижина отверженных, любовная история озлобленного мужчины и жалкой беженки — кажется натянутой и нереальной. Хорошей актёрской игры в небольших ролях (Вида Хоуп, Тора Хёрд, Джеффри Кин и Гарольд Лэнг) и великолепных локаций в Грейвзенде и его окрестностях недостаточно, чтобы замаскировать искусственную интригу между деревянными персонажами. Очевидно, что здесь задействованы умные и талантливые актёры, но они используются неправильно».
В книге 2017 года The Radio Times Guide to Films, в частности, сказано, что «Роберта Хеймера всегда будут помнить как режиссера классической комедии „Добрые сердца и короны“ (1949), но он также отлично разбирался в местной специфике. В данном случае он умело описывает мрачную сторону жизни в лондонских болотах, но с самого начала проигрывает с совершенно предсказуемой историей о „не том человеке“. Джон Миллс неудачно сыграл старого заключённого, отчаянно пытающегося выяснить, кто обвинил его в убийстве, в то время как детектив Джон Маккаллум пребывает в полном неведении».
В книге British Sound Films: The Studio Years 1928—1959 критик Дэвид Куинлан оценил фильм как «жёсткий, но медленный и бессвязный». Историк кино Эндрю Спайсер в свою очередь отметил, что «суровая обстановка и мрачная атмосфера (фильма) привели к признанию его как британского примера фильма нуар».
Современный киновед Дерек Виннерт оценил фильм как «довольно скучную и рутинную криминальную драму, которая в сюжетном плане не всегда слишком убедительна и, вероятно, ненадолго останется в памяти. Но захватывающая звёздная игра Джона Миллса не дает сбою, как и атмосферная режиссура Хеймера». По мнению критика, «именно места съёмок — лондонский железнодорожный вокзал Ватерлоо, набережная Темзы на юге Лондона, болота Северного Кента в устье Темзы и тёмные закоулки Грейвзенда на северо-западе графства Кент — является причиной внимания и признания картины. Эти мрачные декорации и мрачная атмосфера закоулков, грязи и запустения, царящая в фильме, делают его увлекательным образцом британского фильма нуар». По мнению Виннерта, «проблема фильма в том, что сюжет на самом деле недостаточно убедителен и трудно заставить себя серьёзно воспринять исход истории. Однако, несмотря на то, что фильм режиссера Хеймера с Миллсом в главной роли получился на удивление мягким и даже неуклюжим, на всём протяжении он остаётся интересным и необычайно атмосферным».
Современный киновед Деннис Шварц оценил картину как «хорошо проработанный и сыгранный, хотя и мрачноватый, британский фильм нуар… Этот триллер о мести подпитывается тем, что отчаявшийся главный герой слишком мягок, чтобы наказать тех, кто причинил ему зло». По мнению Шварца, «в кульминации происходит слишком много сюжетных ухищрений и невероятных событий, чтобы всё оставалось реальным». Любовная линия между бездомной иностранкой и антисоциальным героем также надуманна. В данном случае, любовь женщины «преодолевает его ненависть, чтобы снова сделать его человеком. Хотя это и не совсем драматично, но прекрасно работает как трогательное наблюдение за болью, причиняемой потерей, и за тем, как месть, если её не оценить должным образом, может превратить человека в монстра». Как отмечает Шварц, «Миллс, от которого зависит, получится фильм или нет, достойно играет роль отзывчивой измученной души, которая переживает все свои несчастья, чтобы получить шанс начать жизнь сначала».